# مصلح الدين القسطلاني
مصلح الدين مصطفى بن محمد القسطلاني الرومي الحنفي عالم وفقيه حنفي. أخذ عن علماء عصره ولازم خضر بك، ودرس في بعض المدارس قبل أن يصبح مدرسا في إحدى المدارس الثمان. ثم ولي قضاء بروسة، فقضاء أدرنة، فقضاء القسطنطينية، ثم قلده محمد الفاتح في أواخر سلطنته قضاء العسكر في ولاية روم إيلي، وعزله بايزيد الثاني. كان مولعاً بالتدريس، ويدعي أنّه يأنس من نفسه القدرة على إلقاء. توفي عام 901 هـ.